# Sphenopetrozális varrat

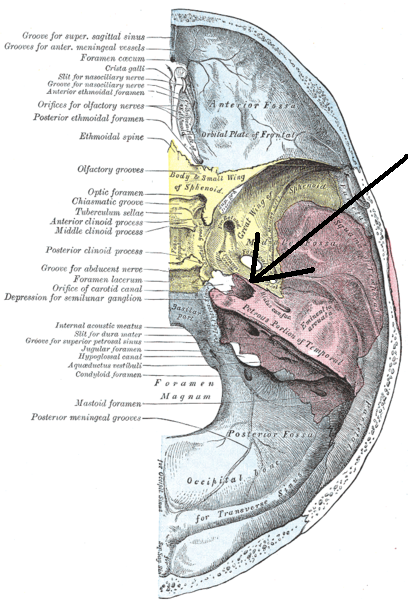
A nyíl mutatja a varratot

A sphenopetrozális varrat (latinul sutura sphenopetrosalis) egy koponya varrat az ékcsont (os sphenoidale) és a pars petrosa ossis temporalis között.